# Sarah Cadogan

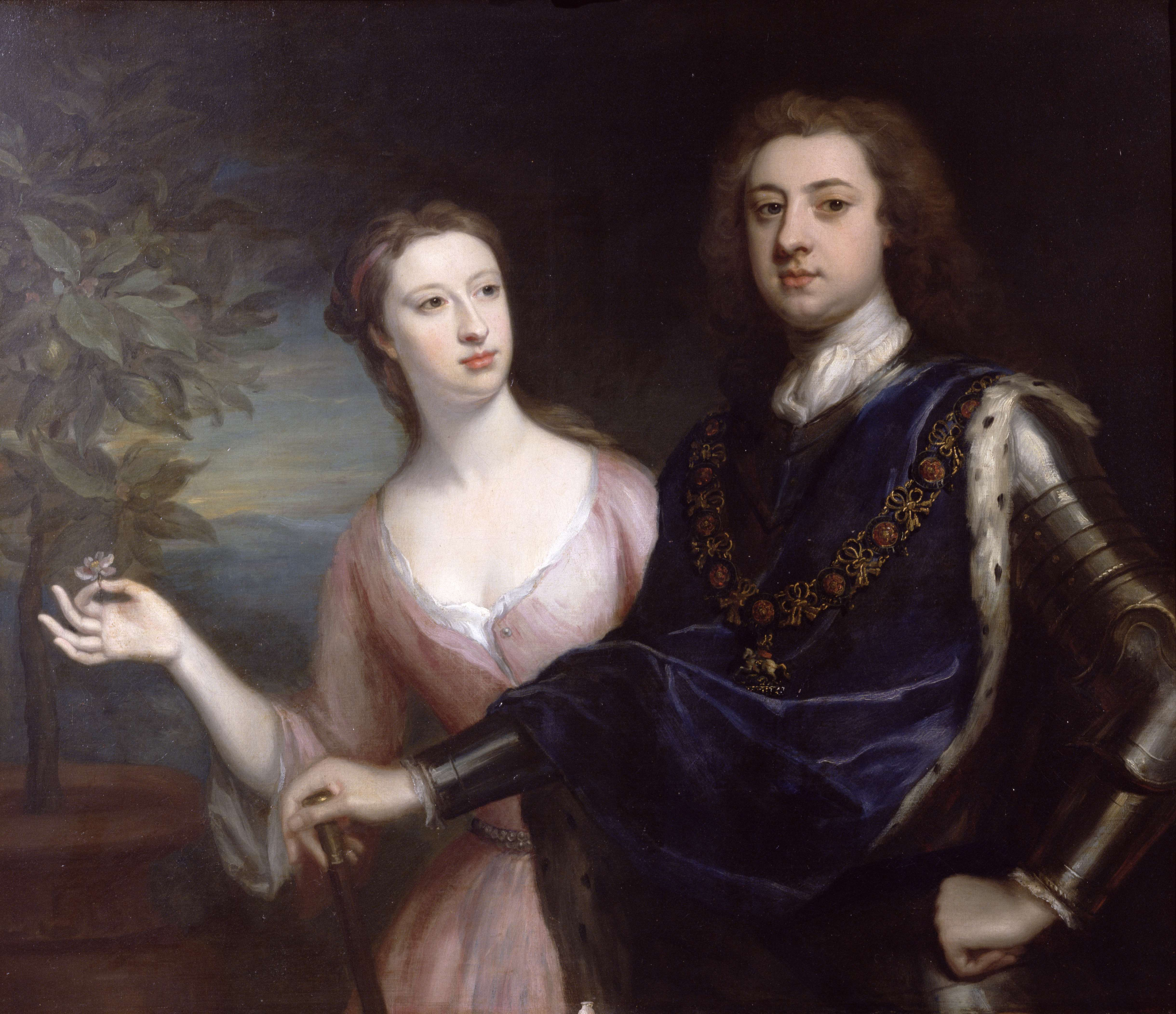
Il Duca e la Duchessa di Richmond di Jonathan Richardson. Questo dipinto fu commissionato dalla nonna di Charles, Louise de Kérouaille che voleva un quadro del nipote e della moglie

Lady Sarah Cadogan, duchessa di Richmond (L'Aia, 18 settembre 1705 – L'Aia, 25 agosto 1751), è stata una nobildonna inglese.

## Biografia
Era la figlia del generale William Cadogan, I conte Cadogan, e di sua moglie, Margaret Cecilia Munter.

## Matrimonio
Sposò, il 4 dicembre 1719 a L'Aia, Charles Lennox, II duca di Richmond: la coppia ebbe dodici figli:
- Georgiana Carolina Lennox (27 marzo 1723 – 24 luglio 1774), sposò Henry Fox, I barone Holland, ed ebbe discendenza.
- Charles Lennox (3 settembre 1724 – 1724), conte di March.
- Louisa Margaret Lennox (15 novembre 1725 – maggio 1728).
- Anne Lennox (27 maggio 1726 – 1727).
- Charles Lennox (9 settembre 1730 – novembre 1730), conte di March.
- Emilia Mary Lennox (6 ottobre 1731 – 27 marzo 1814), sposò in prime nozze James FitzGerald, I duca di Leinster, ed ebbe discendenza; in seconde nozze sposò William Ogilivie ed ebbe discendenza.
- Charles Lennox, III duca di Richmond (22 febbraio 1735 – 29 dicembre 1806).
- George Lennox (29 novembre 1737 – 25 marzo 1805), generale.
- Margaret Lennox (16 novembre 1739 – 10 gennaio 1741).
- Louisa Augusta Lennox (24 novembre 1743 – 1821), sposò Thomas Connolly ma non ebbe discendenza.
- Sarah Lennox (14 febbraio 1745 – agosto 1826), sposò in prime nozze Sir Charles Bunbury, VI baronetto, ed ebbe discendenza (anche se non da suo marito ma da Lord William Gordon); in seconde nozze sposò George Napier dal quale ebbe discendenza.
- Cecilia Lennox (28 febbraio 1750 – 21 novembre 1769).

Ricoprì al carica di Lady of the Bedchamber della regina Carolina (1724-1737).

## Morte
Morì il 25 agosto 1751, all'età di 45 anni, a L'Aia.

## Ascendenza
|                                  |             |                       | Genitori                        |  |  | Nonni |  |  | Bisnonni        |  |  | Trisnonni     |  |
|                                  |             |                       |                                 |  |  |       |  |  | William Cadogan |  |  | Henry Cadogan |  |
|                                  |             |                       |                                 |  |  |       |  |  | William Cadogan |  |  | Henry Cadogan |  |
|                                  |             | Catherine Stradling   |                                 |  |  |       |  |  | William Cadogan |  |  |               |  |
| Henry Cadogan                    |             |                       |                                 |  |  |       |  |  | William Cadogan |  |  |               |  |
|                                  |             | Elizabeth Roberts     | John Roberts                    |  |  |       |  |  |                 |  |  |               |  |
|                                  |             | Elizabeth Roberts     | John Roberts                    |  |  |       |  |  |                 |  |  |               |  |
|                                  |             | Elizabeth Roberts     | …                               |  |  |       |  |  |                 |  |  |               |  |
| William Cadogan, I conte Cadogan |             | Elizabeth Roberts     |                                 |  |  |       |  |  |                 |  |  |               |  |
|                                  |             | Hardress Waller       | George Waller                   |  |  |       |  |  |                 |  |  |               |  |
|                                  |             | Hardress Waller       | George Waller                   |  |  |       |  |  |                 |  |  |               |  |
|                                  |             | Hardress Waller       | Mary Hardres                    |  |  |       |  |  |                 |  |  |               |  |
| Bridget Waller                   |             | Hardress Waller       |                                 |  |  |       |  |  |                 |  |  |               |  |
|                                  |             | Elizabeth Dowdall     | John Dowdall                    |  |  |       |  |  |                 |  |  |               |  |
|                                  |             | Elizabeth Dowdall     | John Dowdall                    |  |  |       |  |  |                 |  |  |               |  |
|                                  |             | Elizabeth Dowdall     | Elizabeth Southwell             |  |  |       |  |  |                 |  |  |               |  |
| Sarah Cadogan                    |             | Elizabeth Dowdall     |                                 |  |  |       |  |  |                 |  |  |               |  |
|                                  | Joan Munter | Jan Dirckszoon Munter |                                 |  |  |       |  |  |                 |  |  |               |  |
|                                  | Joan Munter | Jan Dirckszoon Munter |                                 |  |  |       |  |  |                 |  |  |               |  |
|                                  | Joan Munter | Sara van Tongerloo    |                                 |  |  |       |  |  |                 |  |  |               |  |
| Jan Munter                       | Joan Munter |                       |                                 |  |  |       |  |  |                 |  |  |               |  |
|                                  |             | Margaretha Geelvinck  | Jan Cornelisz Geelvinck         |  |  |       |  |  |                 |  |  |               |  |
|                                  |             | Margaretha Geelvinck  | Jan Cornelisz Geelvinck         |  |  |       |  |  |                 |  |  |               |  |
|                                  |             | Margaretha Geelvinck  | Aecht de Vlaming van Oudtshoorn |  |  |       |  |  |                 |  |  |               |  |
| Margaretta Cecilia Munter        |             | Margaretha Geelvinck  |                                 |  |  |       |  |  |                 |  |  |               |  |
|                                  |             | Hendrick Trip         | Jacob Trip                      |  |  |       |  |  |                 |  |  |               |  |
|                                  |             | Hendrick Trip         | Jacob Trip                      |  |  |       |  |  |                 |  |  |               |  |
|                                  |             | Hendrick Trip         | Marguerite de Geer              |  |  |       |  |  |                 |  |  |               |  |
| Margaretha Trip                  |             | Hendrick Trip         |                                 |  |  |       |  |  |                 |  |  |               |  |
|                                  |             | Cecilia Godin         | Samuel Godin                    |  |  |       |  |  |                 |  |  |               |  |
|                                  |             | Cecilia Godin         | Samuel Godin                    |  |  |       |  |  |                 |  |  |               |  |
|                                  |             | Cecilia Godin         | Anna Anselmo                    |  |  |       |  |  |                 |  |  |               |  |
|                                  |             | Cecilia Godin         |                                 |  |  |       |  |  |                 |  |  |               |  |